# 2025-ös újpesti időközi választás
A 2025-ös újpesti időközi választást 2025. március 23-án rendezték meg a budapesti 11. számú országgyűlési egyéni választókerületben. A választást Varju László, a választókerület DK-s országgyűlési képviselőjének lemondása miatt kellett kiírni.

## Előzmények
A 2018-as túlóratörvény elleni tüntetéssorozat egyik eseménye a 2018. december 16–17-én az MTVA budapesti, Kunigunda útján lévő épülete előtt zajló tüntetés volt. A tüntetők el akarták érni, hogy az állami televízió olvassa be az ellenzék követeléseit. 2018. december 16-án, vasárnap néhány ellenzéki képviselő, köztük Varju László, a Demokratikus Koalíció (DK) országgyűlési képviselője bement az épületbe. A képviselők az épületben éjszakáztak, majd a következő napot is ott töltötték.
Az MTVA biztonsági emberei távozásra szólították fel őket, de a képviselők a felszólításnak nem tettek eleget. A biztonsági szolgálat emberei és a képviselők között dulakodás kezdődött. Varju megpróbált bejutni egy üres stúdióba, amelynek ajtaját biztonsági emberek állták el. A képviselők végül elhagyták az épületet, az ellenzék követeléseit nem olvasták be.
A képviselők feljelentéseit és panaszait elutasította az ügyészség, ahogy az Alkotmánybíróság Varga Zs. András vezette tanácsa is. A vádhatóság úgy értékelte a történteket, hogy Varju nekirontott a biztonsági szolgálat sorfalának, és dulakodás közben megszorította az egyik biztonsági őr vádliját is. Emellett elkapta, majd kihúzta egy biztonsági őr lábát, aki ennek következtében a vállára esett, és 8 napon túl gyógyuló sérülést szenvedett. Az ügyészség szerint mindez súlyos testi sértés megállapítására alkalmas, ezért büntetőeljárást indított.
2019 novemberében felfüggesztették a képviselő mentelmi jogát, mert súlyos testi sértést követett el az MTVA székházában, 2020 januárjában pedig rabosították. 2020 áprilisában az Központi Nyomozó Főügyészség vádat emelt Varju László ellen választás rendje elleni bűntett, súlyos testi sértés bűntette és garázdaság vétsége miatt a Fővárosi Törvényszéken.
Eközben a 2022-es országgyűlési választáson Varju László győzött az újpesti körzetben 50,82%-kal az Egységben Magyarországért ellenzéki választási koalíció jelöltjeként. Második a Fidesz–KDNP jelöltje, Wintermantel Zsolt lett 39,08%-os eredménnyel. Harmadik Pajor Tibor a Mi Hazánk színeiben 4,47%-kal, negyedik Paizs Miklós az MKKP-tól 3,51%-kal.
2023 januárjában Fővárosi Törvényszék első fokon a testi sértés alól felmentette, de másodfokon 2024 februárjában a Fővárosi Ítélőtábla abban is bűnösnek mondta ki a vádlottat. 2024. december 3-án a Kúria megerősítette a másodfokú bíróság ítéletét: bűnösnek mondta ki Varju Lászlót garázdaság, testi sértés és egy másik ügy kapcsán választási rend megzavarása miatt. Varju 900 ezer forintos pénzbüntetést kapott.
Ezek alapján az Országgyűlés megfosztotta volna Varjút mandátumától. Azonban 2023 májusában a választási törvényt úgy változtatta meg az országgyűlés, hogy az általános parlamenti választásokat megelőző egy évben nem lehet időközi választást tartani, vagyis 2025. április 1-jét követően időközi választás nem lehetséges a 2022–2026-os parlamenti ciklusban. Varju László 2024. december 6-án lemondott egyéni mandátumáról, hogy mindenképpen időközi választást írjanak ki a megüresedett pozícióra.
A Nemzeti Választási Bizottság (NVB) 2025. január 9-én úgy határozott, hogy az érintett egyéni választókerületben 2025. március 23-án kell időközi választást tartani.

## A kampány
Az induláshoz legalább 500 ajánlást kell összegyűjteniük a jelölteknek. A kampány 2025. február 1-jén kezdődött.
2025. február 1. után és öt jelölőszervezet és három független jelölt vett át ajánlóíveket, közülük 2025. február 7-én három jelöltet vett nyilvántartásba a Nemzeti Választási Bizottság: Balog Csaba (Mi Hazánk Mozgalom), Renge Zsolt (FIDESZ-KDNP) és Varjú László (DK) személyében. 
A február 14-i bejelentési határidő után még további három jelöltet vett nyilvántartásba a választási bizottság

## Jelöltek
|    |  | Kép          | Név            | Életkor | Támogató párt(ok)     | Megjegyzés                                                            |
| -- |  | ------------ | -------------- | ------- | --------------------- | --------------------------------------------------------------------- |
| 1. |  | Balog Csaba  | Balog Csaba    | 53      | Mi Hazánk             | A Mi Hazánk angyalföldi önkormányzati képviselője és budapesti elnöke |
| 2. |  | Nincs kép    | Horváth Ildikó |         | független             |                                                                       |
| 3. |  | Nincs kép    | Preyer Márk    |         | Munkáspárt            | a Munkáspárt politikusa                                               |
| 4. |  | Nincs kép    | Renge Zsolt    |         | Fidesz–KDNP           | a Fidelitas volt budapesti elnöke                                     |
| 5. |  | Nincs kép    | Szabó Bálint   | 43      | független             |                                                                       |
| 6. |  | Varju László | Varju László   | 63      | Demokratikus Koalíció | a körzet volt országgyűlési képviselője                               |

Andráska László (MSZDP) és Szécsényi István (független) nem kívánt indulni.
A Fidesz–KDNP Renge Zsoltot, a Fidelitas volt budapesti elnökét indítja.
A Mi Hazánk jelöltjeként Balog Csaba önkormányzati képviselő indul. Az ajánlásokat már az első napon összegyűjtötték.
A DK bejelentette, hogy ismét Varju Lászlót indítja a mandátumért.
A Munkáspárt Preyer Márkot, a párt fiatal fővárosi politikusát indítja.
A Tisza Párt nem indul, és az újpesti-angyalföldi választóknak azt javasolja, hogy ne vegyenek részt az időközi választáson.”
A Magyar Kétfarkú Kutya Párt sem indít jelöltet.